# Richard Fletcher (biskop)
Richard Fletcher (født i 1544 eller 1545, Watford - død d. 15. juni 1596) var en præst og biskop i Den engelske kirke. Han blev herefter dekan af Peterborough (1583–89), biskop af Bristol (1589–93), biskop af Worcester (1593–95) og biskop af London (1595–96).
Fletcher blev uddannet ved Norwich School  og ved Trinity College, Cambridge, hvor han startede sin studier i 1562 og blev færdig som bachelor i 1566. Herefter flyttede han til Corpus Christi College, hvor han fik et stipendium i 1569, og herefter dimitterede som master i 1569, bachelor i teologi i 1576, og doktor i teologi 1580. Han var far til dramatikeren John Fletcher .
Under Fletchers tid som dekan for Peterborough Cathedral var han til stede ved henrettelsen af Mary, Queen of Scots den 8. februar 1587. Fletcher bliver af historikeren A. Fraser som en mand der "bad højt og længe, i en langvarig og retorisk stil som om han var fast besluttet på at tvinge sig ind i historien"(1969, s. 584). Fletcher stod for Marys begravelseceremoni og begravelse ved Peterborough Cathedral . 
Fletcher blev valgt til hvervet som biskop af Bristol den 13. november i 1589 og blev konsekreret til stillingen den 14. december 1589.  Han blev senere overflyttet til bispedømmet i Worcester den 10. februar 1593  og overflyttet igen til bispedømmet i London den 10. januar 1595. 
Fletcher døde, stadig siddende i embedet, den 15. juni 1596. 

## Eksterne links
- Usher, Brett, 'Fletcher, Richard (1544 / 5–1596)', Oxford Dictionary of National Biography, Oxford University Press, september 2004; online edn, jan 2008, adgang til 3. jan 2008
- Hutchinson, John (1892). "Richard Fletcher" . Men of Kent and Kentishmen (Subscription udgave). Canterbury: Cross & Jackman. s. 49.